# Jack Swallows
Kaptajn Jack Swallows er en fiktiv sørøverkaptajn, der optræder i den amerikanske satire film Epic Movie. Hans karakter er en parodi på Johnny Depps rolle Kaptajn Jack Sparrow, som er hovedrollen Pirates of the Caribbean-filmserien. Epic Movie er den første separate film, hvor det bliver gjort nar af ham. I filmen bliver han spillet af den amerikanske komiker Darrell Hammond, der betragtes som en formidabel efterligning. Ligesom den originale udgave er Swallows ligeså festlig og forræderisk, og han bryder sig ikke som onde chef The White Bitch. I slutningen af filmen, kommer han ved at uheld til at køre alle hovedpersonerne over med et stort tandhjul, han ude af kontrol, kommer rullende på. 